# Кадзукава, Дзюнко
Дзюнко Кадзукава (англ. Junko Kazukawa; род. 18 июля 1963, Саппоро, Япония) — американская ультрамарафонка японского происхождения, проживающая в Денвере, Колорадо, США. Выступает на дистанциях марафон, ультрамарафон и в велосипедных гонках. Она стала первой, кто преодолел всю серию соревнований в Ледвилле и Большую Серию Ультрараннинга за один календарный год.

## Биография
Дзюнко родилась в Саппоро, Япония в 1963. После окончания школы она получила степень магистра кинезиологии и спортивной физиологии. В 1988 переехала в Денвер, Колорадо и теперь тренирует там бегунов. Кадзукава начала бегать марафоны в 2000 и с тех пор, по данным на 2017 год, пробежала 48 марафонов и 11 ультрамарафонов, включая такие соревнования как Бостонский марафон, Маунт Фудзи Ультратрейл и Монблан Ультратрейл. С ездой на горном велосипеде она познакомилась благодаря своему молодому человеку, и теперь также выступает в велогонках на дистанциях 50 и 100 миль.
Кадзукава два раза лечилась от рака груди. Первый раз ей поставили диагноз в 2005. После завершения пятилетнего курса терапии, ей поставили очередной диагноз в 2009. В том году, сделав двойную мастэктомию, она пробежала Нью-Йоркский марафон спустя всего пять недель после операции, во время прохождения курса химиотерапии. В 2011 она в первый раз пробежала Ледвилл Трейл 100 в поддержку благотворительного фонда Susan G. Komen Foundation. В 2014 она выполнила всю серию Ледвумен(которая включает в себя «Ледвилльский марафон, 50-мильную гонку на горных велосипедах, забег на 50 миль „Силвер Раш“, 100-мильную гонку на горных велосипедах, 10-километровый кросс и, в завершении, забег на 100 миль»), финишировав третьей. В 2015 она пробежала всю Большую Серию Ультрараннинга, которая включает ультрамарафоны Вестерн Стейтс 100, Вермонт 100, Ледвилл Трейл 100 и Уосатч Фронт 100. В том же году вдобавок к Большой Серии Кадзукава выполнила всю серию Ледвумен и стала первой, кому удалось это сделать за один календарный год. В 2016 ее вдохновляющий подвиг был отмечен организацией Sportswomen of Colorado.